# Gare de Saint-Pierre-des-Corps
Pour les articles homonymes, voir Gare de Saint-Pierre.
La gare de Saint-Pierre-des-Corps est une gare ferroviaire française des lignes de Paris-Austerlitz à Bordeaux-Saint-Jean et de Vierzon à Saint-Pierre-des-Corps, située sur le territoire de la commune de Saint-Pierre-des-Corps, à 2,7 km de la gare de Tours, dans le département d'Indre-et-Loire, en région Centre-Val de Loire.
C'est une gare de la Société nationale des chemins de fer français (SNCF), desservie par des TGV (TGV inOui et Ouigo) et des trains des réseaux Ouigo Train Classique, Intercités, Interloire et TER Centre-Val de Loire. C'est aussi une importante gare de fret.

## Situation ferroviaire

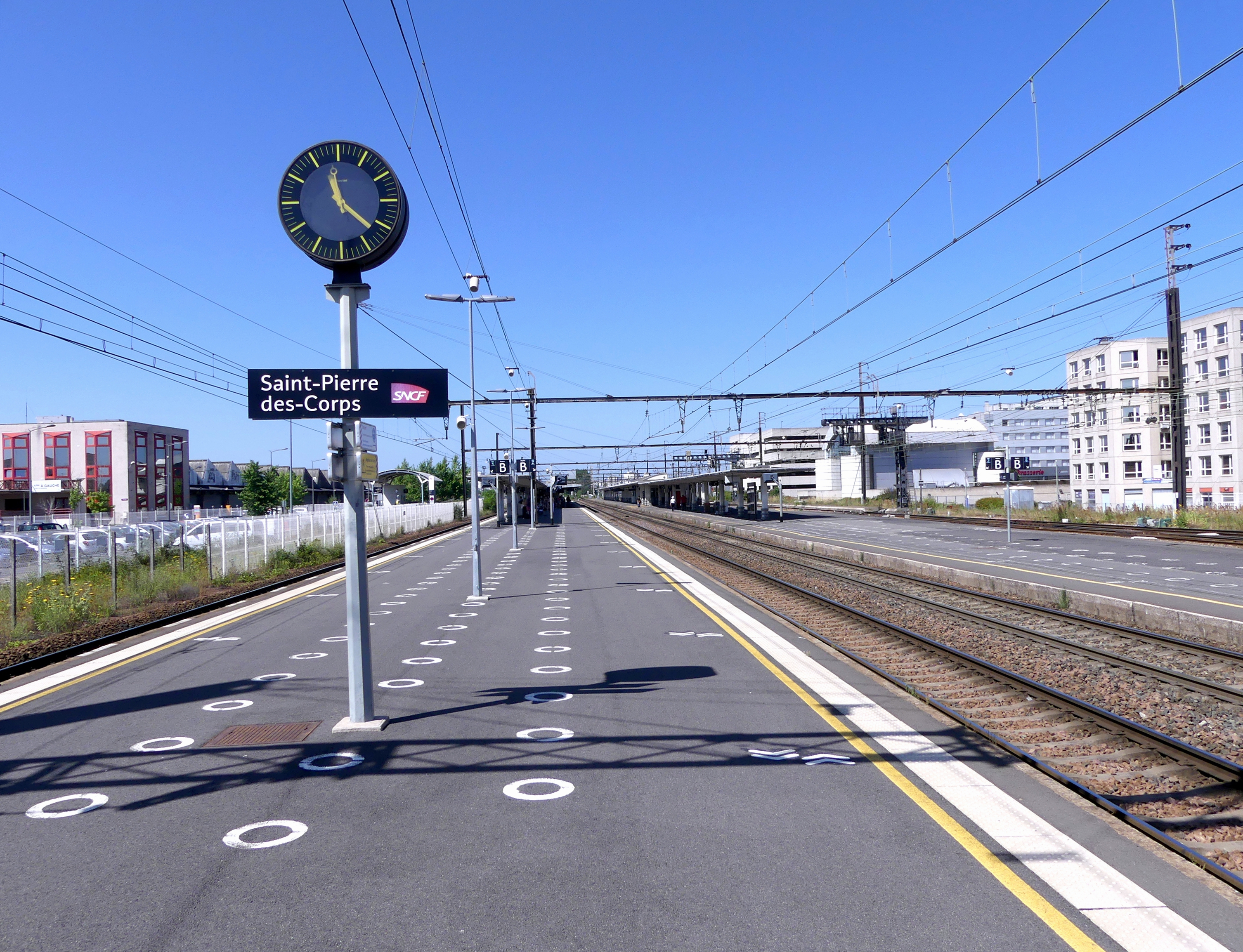
Quais de la gare du côté de Tours.

Établie à 50 mètres d'altitude, la gare de bifurcation de Saint-Pierre-des-Corps est située au point kilométrique (PK) 233,020 de la ligne de Paris-Austerlitz à Bordeaux-Saint-Jean, entre les gares ouvertes de Montlouis et de Monts, et au PK 308,457 de la ligne de Vierzon à Saint-Pierre-des-Corps.
Elle est également l'origine de deux raccordements : celui de Saint-Pierre-des-Corps à Tours qui donne accès à la gare de Tours et celui de Saint-Pierre-des-Corps vers Nantes qui permet de rejoindre la ligne de Tours à Saint-Nazaire et la ligne de Tours au Mans.
L'importance de cette gare est due au fait que la gare de Tours est une gare en impasse, qui impose un rebroussement pour tous les trains qui poursuivent leur parcours au-delà de Tours. La gare de Saint-Pierre-des-Corps permet aux trains d'éviter cette manœuvre qui génère une augmentation des temps de parcours.
Pour desservir Tours, la SNCF a mis en place un service de navettes entre les deux gares afin de faciliter les correspondances pour les voyageurs allant (ou venant) à Tours. Un partenariat existe avec Fil bleu, le réseau de transports publics de l'agglomération de Tours, pour permettre aux usagers d'utiliser ces navettes.

## Histoire

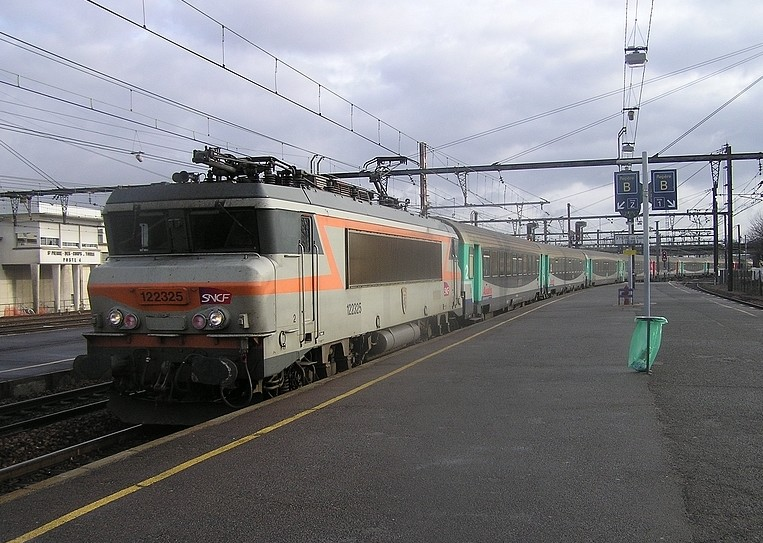
Train Aqualys, années 2000.

Compte tenu de sa position stratégique, sur la Loire, tout le complexe ferroviaire de Tours/Saint-Pierre-des-Corps a été la cible de bombardements durant la Seconde Guerre mondiale. À la suite de l'ouverture de la LGV Atlantique, le bâtiment voyageurs, qui n'existait plus, a été reconstruit en 1990 pour accueillir les TGV et les Aqualys dès 2001. Ce dernier service est encore assuré, mais a perdu ce nom spécifique pour intégrer le giron des Intercités, avant d'être intégré aux lignes de TER Rémi
En 2022, selon les estimations de la SNCF, la fréquentation annuelle de la gare est de 3 784 800 voyageurs. Ce nombre s'élève à 2 918 332 en 2021, à 2 121 656 en 2020, à 3 710 116 en 2019 et à 3 457 033 en 2018.

## Service des voyageurs

### Accueil
Gare SNCF, elle dispose d'un bâtiment voyageurs, avec guichets, ouvert tous les jours. Elle est équipée d'automates pour l'achat de titres de transport.

### Desserte
Saint-Pierre-des-Corps est desservie par des TGV (TGV inOui et Ouigo) et des trains des réseaux Ouigo Train Classique, Intercités, Interloire et TER Centre-Val de Loire, ainsi que des navettes ferroviaires entre Tours et Saint-Pierre-des-Corps. Cependant, la salle d'attente est située sur le quai central et principal.

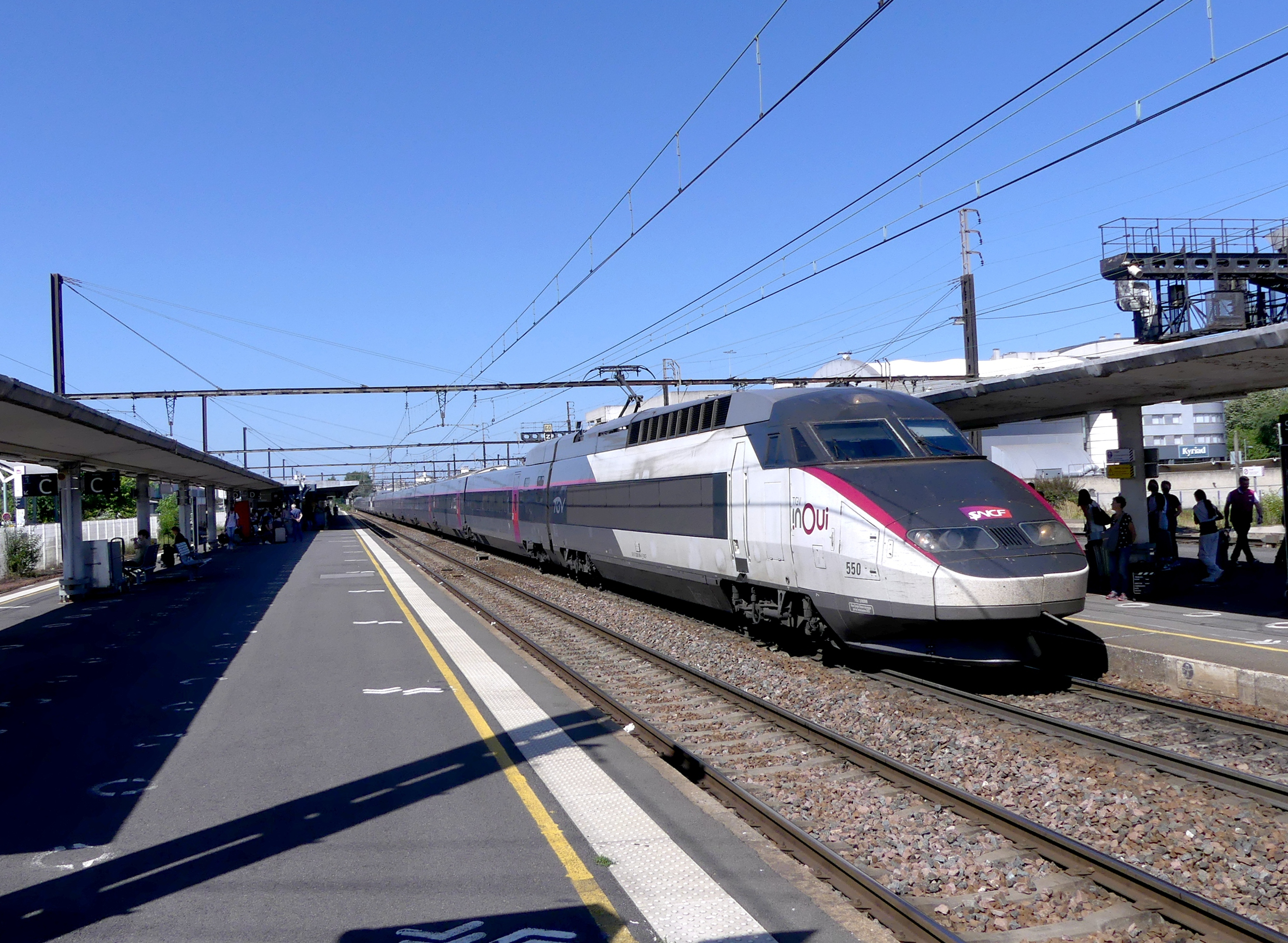
TGV Bordeaux – Strasbourg.
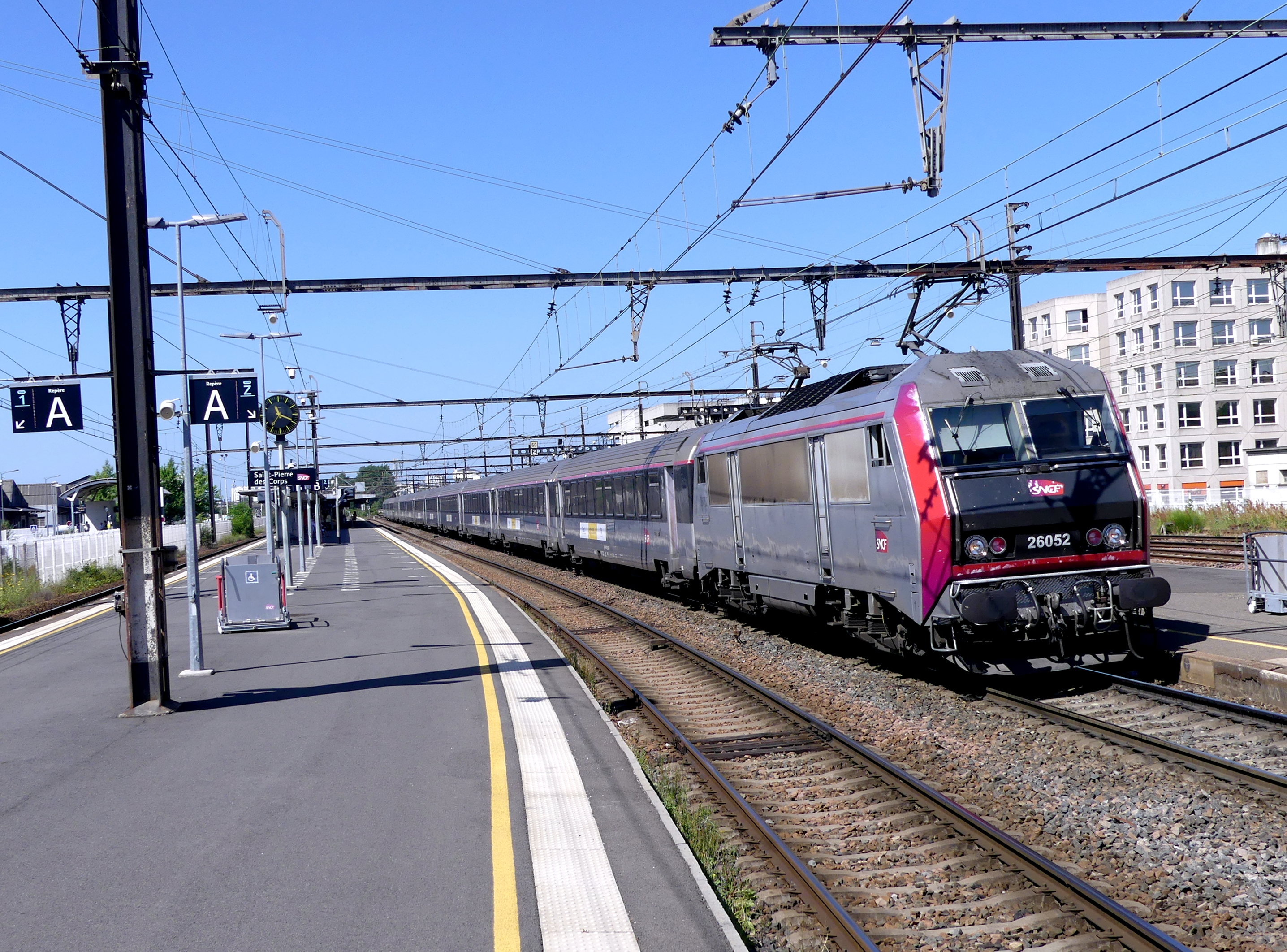
TER Tours – Paris.
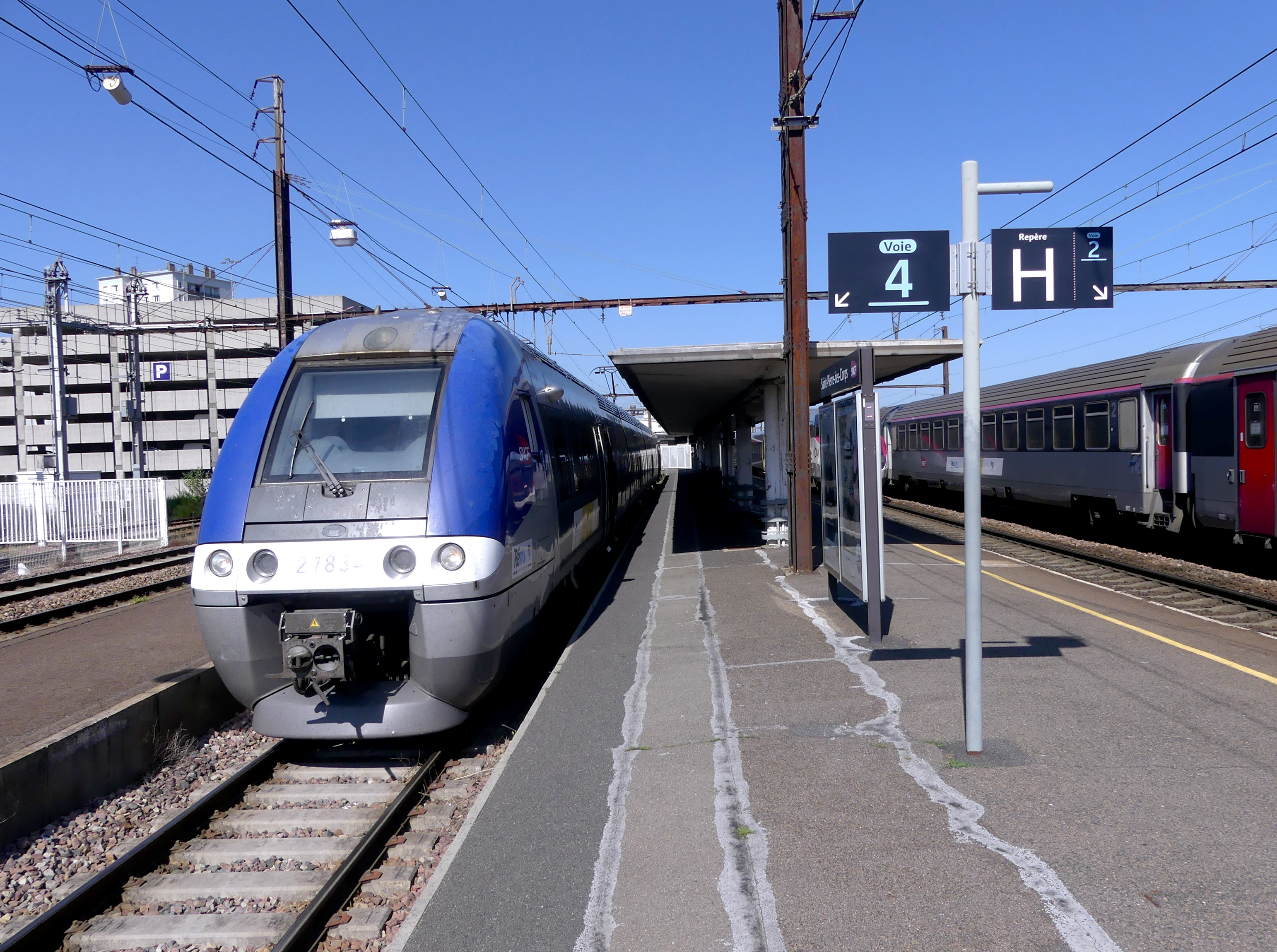
Navette pour Tours.

### Intermodalité
Un parc à vélos et un parking sont aménagés à ses abords.

## Service des marchandises
Cette gare est ouverte au service du fret (train massif, conteneurs, desserte d'installations terminales embranchées, et wagons isolés pour certains clients).

## Gare de triage et atelier
La gare est un important centre de triage fret qui s'étend également sur la commune voisine de La Ville-aux-Dames. L'emprise ferroviaire comprend aussi un atelier de maintenance et de réparation (le technicentre de Saint-Pierre-des-Corps) utilisé pour 95 % des trains d'Île-de-France ainsi que pour ceux de l'Ouest de la France. Elle a perdu son statut de gare de triage en novembre 2007 pour devenir un centre de desserte ferroviaire. La gare était reliée au magasin général de Saint-Pierre-des-Corps.

## Art et culture
Le souterrain d'accès aux quais et surtout le parking de la gare sont ornés de fresques réalisées par Armand Langlois. Celles du parking évoquent sur douze niveaux l'histoire des châteaux de la région et des personnages célèbres qui leur sont liés.
La gare a servi de cadre pour une scène du film Feux rouges (2004) de Cédric Kahn.[réf. nécessaire]